# Tim Burke (effets spéciaux)
Pour les articles homonymes, voir Tim Burke et Burke.
Tim Burke est un spécialiste des effets spéciaux britannique né en 1965 à Newcastle-on-Tyne dont le nom est associé à la série Harry Potter . 

## Filmographie sélective
- 2000 : Gladiator de Ridley Scott ;
- 2001 : Hannibal de Ridley Scott ;
- 2002 : La Chute du faucon noir de Ridley Scott ;
- 2002 : Harry Potter et la Chambre des secrets de Chris Columbus ;
- 2004 : Harry Potter et le Prisonnier d'Azkaban d'Alfonso Cuarón ;
- 2005 : Harry Potter et la Coupe de feu de Mike Newell (collaboration) ;
- 2007 : Harry Potter et l'Ordre du phénix de David Yates ;
- 2009 : Harry Potter et le Prince de sang-mêlé de David Yates ;
- 2010 : Harry Potter et les Reliques de la Mort: Première partie de David Yates ;
- 2011 : Harry Potter et les Reliques de la Mort: Deuxième partie de David Yates.
- 2016 : Tarzan de David Yates
- 2016 : Les Animaux fantastiques de David Yates

## Distinctions
- 2000 : Satellite Award des meilleurs effets visuels pour Gladiator ;
- 2001 : Oscar des meilleurs effets visuels pour Gladiator (partagé avec John Nelson, Neil Corbould et Rob Harvey) ;
- 2005 : VES Award des effets spéciaux dans un film pour Harry Potter et le Prisonnier d'Azkaban.
- 2011 : British Academy Film Award des meilleurs effets visuels pour Harry Potter et les Reliques de la Mort: Deuxième partie

En outre, il a été nommé à de nombreuses reprises pour son travail sur la série Harry Potter à l'Oscar des meilleurs effets visuels, au Saturn Award des meilleurs effets spéciaux ainsi qu'au British Academy Film Award des meilleurs effets visuels.